# Rakuten Japan Open Tennis Championships 2013
Rakuten Japan Open Tennis Championships 2013 — тенісний турнір, що проходив на кортах з твердим покриттям у місті Tokyo, Японія з 30 вересня. Належав до категорії ATP World Tour 500, був турніром серії Japan Open (теніс) 2013 року.

## Фінальна частина

### Одиночний розряд
Хуан Мартін дель Потро —  Милош Раонич 7–6(7–5), 7–5

### Парний розряд
Роган Бопанна /  Едуар Роже-Васслен —  Джеймі Маррей /  Джон Пірс (тенісист) 7–6(7–5), 6–4